# Малый театр
Госуда́рственный академи́ческий Ма́лый теа́тр Росси́и — драматический театр в Москве. Один из старейших театров России, сыгравший выдающуюся роль в развитии русской национальной культуры. Первый спектакль в нём состоялся 14 (26) октября 1824 года. Комплекс зданий театра расположен в центре Москвы по адресу: Театральный проезд, д. 1.

## История

### XVIII век
Малый театр — один из старейших театров России. Его труппа была создана при Московском университете в 1756 году, сразу после указа императрицы Елизаветы Петровны, ознаменовавшего рождение в стране профессионального театра: «Повелели мы ныне учредить Русский для представления комедий и трагедий театр…». Возглавил Вольный русский театр при университете известный поэт и драматург М. М. Херасков. С 1759 года театр, ставший публичным, получил название Университетского; в нём играли студенты и воспитанники университетской гимназии. В 1760-е годы, претерпев некоторые изменения и объединившись с другими труппами, он стал называться Московским Российским театром.
В 1759 году итальянский антрепренёр Локателли недалеко от нынешнего Казанского вокзала построил, как её называли, комедийную «хоромину»; первый спектакль состоялся 21 мая 1760 года — комедия де Грена «Новоприезжие». Но московская публика ещё не была готова к пониманию и принятию сценического искусства и в 1761 году лучшие актёры были отозваны в Санкт-Петербург.
Затем московскую труппу создал полковник Н. С. Титов, но и она долго не просуществовала (1766—1769 гг.). По высочайшему повелению в Москве началось строительство помещения для сценических постановок. Однако здание, едва успев быть построенным, сгорело. Дело продолжил английский инженер и антрепренёр Майкл Медокс, создав в 1780 году свой частный Петровский театр. Разорившись, Майкл Медокс вынужден был отдать театр в пользу казны, ему же самому была назначена пожизненная пенсия.
В созданном драматическом Большом Петровском театре в Москве 15 января 1787 года прошла первая русская постановка «Женитьбы Фигаро» в переводе А. Лабзина под названием «Фигарова женитьба» — до этого пьеса шла на русской сцене, но в исполнении французской труппы. Репертуар театра состоял из лучших произведений русской и мировой литературы, ставились пьесы самых известных авторов: Д. Фонвизина, И. А. Крылова, Ж. Б. Мольера, Бомарше, Р. Шеридана и Карло Гольдони. На сцене блистали актёры В. П. Померанцев и А. А. Померанцева, Я. Е. Шушерин, П. А. Плавильщиков, чета Сила Николаевич и Елизавета Семёновна Сандуновы.

### XIX век
В начале царствования императора Александра I, вместе с общим подъёмом общественной жизни ожило и совсем было упавшее при Павле театральное искусство. В эти годы труппа пополнялась актёрами крепостных театров. В 1805 году здание сгорело. Однако уже в следующем, 1806 году, в Москве была образована дирекция Императорских театров, куда поступили артисты бывшего Петровского театра. В 1806, театр приобрел статус казённого, войдя в систему императорских театров. Таким образом, актёры, поступившие в труппу из крепостных театров, сразу освобождались от крепостной зависимости, как например, С. Мочалов — отец знаменитого трагика, П. Мочалова 
Своего помещения у труппы ещё долго не было. Сама политическая обстановка в стране к этому не располагала. Страну сотрясали нестабильность и военные конфликты (войны со Швецией и  Турцией). В 1812—1813 годах была война с Наполеоном. Прошло ещё несколько лет, когда архитектор Осип Бове был приглашён на строительство в Москве театрального здания. Ещё в 1803 году произошло разделение трупп на оперную и на драматическую. В этом разделении огромную роль сыграл Катерино Кавос, ставший по сути дела, основателем русской оперы. Однако на самом деле опера и драма ещё долго соседствовали рядом. До 1824 года балетно-оперная и драматическая труппы Императорского Московского театра были единым целым: единая дирекция, одни и те же исполнители, но ещё и долгое время после этого театры были соединены даже подземным ходом, были общие костюмерные и т. д.
В 1824 году по проекту Бове архитектор А. Ф. Элькинский перестроил для театра особняк купца Варгина, это здание на Петровской (ныне Театральной) площади и стало постепенно называться Малым театром, и поныне несет это имя. Первоначально здание было более узким из-за чрезмерной ширины Неглинного проезда. В 1838—1840 годах, после того, как были выкуплены примыкавшие участки, архитектор Константин Тон достроил здание до существующего ныне объёма и полностью изменил внутреннюю планировку.
Первый спектакль в Малом театре состоялся 14 (26) октября 1824 года; «Московские ведомости» поместили объявление о первом спектакле в Малом: 

Дирекция Императорского Московского театра чрез сие объявляет, что в следующий вторник 14 октября сего года будет дан на новом малом театре, в доме Варгина, на Петровской площади, для открытия онаго спектакль 1-й, а именно: новая увертюра сочин. А. Н. Верстовского, впоследствии во второй раз: Лилия Нарбонская, или Обет рыцаря, новое драматическое рыцарское представление — балет…
Авторами представления были князь А. А. Шаховской и балетмейстер Дидло. В заключение вечера был показан одноактный балет Антуана Дюпона, поставленный А. П. Глушковским.
Один из важных периодов в истории развития Малого театра связан с именем П. С. Мочалова. Этот великий трагик стал выразителем времени надежд и разочарований русского общества 1820—1840 годах, — противоречивой эпохи царствования императора Николая I. «П. С. Мочалову, „актеру-плебею“, по выражению воспевшего его критика В. Г. Белинского, удалось преодолеть каноны прежнего стиля, выраженного эстетикой классицизма. Вместо декламации и торжественной позы, актёр привнес на сцену клокочущую лаву горячей страсти и жесты, поражающие страданием и болью. Романтические одиночки Мочалова протестовали и сражались со всем враждебным им миром зла, отчаиваясь, и нередко падали духом». Среди ролей П. С. Мочалова: Гамлет, Ричард III, (в одноимённых трагедиях В. Шекспира), Чацкий, Фердинанд («Коварство и любовь» Ф. Шиллера).
В 1822 в труппу пришёл уже известный по провинциальным антрепризам бывший крепостной актёр М. С. Щепкин. «Он первым создал правду на русской сцене, он первым стал нетеатрален на театре», — сказал о Щепкине А. И. Герцен.
Репертуар Малого театра был обширен: от классических драм до лёгких водевилей. «Ещё при жизни А. С. Пушкина Малый создал сценические версии трёх произведений поэта: „Руслана и Людмилы“ (1825), „Бахчисарайского фонтана“ (1827) и „Цыган“ (1832). Из зарубежной драматургии театр отдавал предпочтение произведениям Шекспира и Шиллера». На сцене Малого театра 27 ноября 1831 впервые в Москве была полностью показана комедия А. С. Грибоедова «Горе от ума». До этого цензура разрешала к представлению лишь отдельные сцены, только в январе 1831 года пьесу удалось поставить полностью в Санкт-Петербурге, в Москве же «Горе от ума» впервые сыграли целиком на сцене Малого театра: Щепкин исполнял роль Фамусова и Мочалов — Чацкого. Эта постановка оказалась значимым этапом в истории театра — он стал рупором новых общественных идей. 25 мая 1836 году здесь показали «Ревизора» Н. В. Гоголя (первая постановка «Ревизора» прошла в Александринском театре в Санкт-Петербурге чуть раньше — 19 апреля того же 1836 года). Через некоторое время (в 1842 году) Малый театр создал инсценировку «Мертвых душ» и поставил «Женитьбу» и «Игроков» (первая постановка) Н. В. Гоголя. Премьера обоих спектаклей в Малом театре («Женитьба» до этого ставилась в Петербурге в Александринке) состоялась одновременно — 5 февраля 1843 года. «Премьера „Игроков“ состоялась в Москве 5 февраля 1843 года (в один вечер с „Женитьбой“), в бенефис Щепкина, который играл Утешительного. В роли Замухрышкина с успехом выступил Пров Садовский.
По свидетельству С. Аксакова, спектакль вызвал одобрение «рядовой» публики. Благожелательная рецензия на спектакль появилась в «Московских ведомостях» (от 11 февраля 1843 г.), где отмечалось, что интрига «ведена с удивительной естественностью, что обрисовка характеров свидетельствует о „могучем таланте“ Гоголя».
Среди других актёров этого периода — М. Д. Львова-Синецкая (1795—1875), Н. В. Репина (1809—1867), В. И. Живокини (1807—1874), П. М. Садовский (1817—1872), Л. Л. Леонидов (1821−1889), К. Н. Полтавцев (1823—1865), И. В. Самарин (1817—1885), С. В. Шумский (1820—1878), П. Г. Степанов (1806—1869).
Для Малого театра писали И. С. Тургенев, А. В. Сухово-Кобылин, многие другие авторы. Но особое значение для Малого театра имел Александр Николаевич Островский. Его пьесы принесли Малому театру неофициальное название «Дом Островского». Новые реформаторские театральные позиции Островского — бытописательство, отход от пафосности, важность всего ансамбля актёров, а не единого главного героя и т. д. — приводили к конфликтам с приверженцами прежних традиций. Но эти новаторские для того времени идеи Островского уже были затребованы временем. Все его 48 пьес были поставлены на сцене Малого театра и в разные годы всегда входили в его репертуар. Он сам неоднократно участвовал в репетициях, дружил с актёрами, а некоторые его пьесы были сочинены специально на определённых исполнителей Малого театра, по их просьбам, для их бенефисов. Для бенефисов Прова Михайловича Садовского были впервые поставлены две пьесы Островского — «В чужом пиру похмелье» — 9 января 1856 года, «Горячее сердце» — 15 января 1869 года. Пьеса «Гроза» была поставлена 16 ноября 1859 года в бенефис С. В. Васильева, а в бенефис его супруги, актрисы Екатерины Николаевны Васильевой, 14 октября 1863 года в Малом театре впервые была поставлена пьеса «Доходное место». Премьера пьесы «На бойком месте» состоялась на сцене Малого театра 29 сентября 1865 года в бенефис Рассказова.

«Бесприданница» первый раз прошла 10 ноября 1878 года в бенефис актёра Н. И. Музиля. В пьесе «Без вины виноватые», 1884, роль Незнамова была написана Островским специально для артиста Малого театра Рыбакова.
С триумфального дебюта в роли Эмилии (Г. Э. Лессинг, «Эмилия Галотти») 30 января 1870 года началась театральная карьера великой русской трагической актрисы М. Н. Ермоловой, блиставшей затем в ролях: Лауренсия — «Овечий источник» Лопе де Вега, Мария Стюарт — «Мария Стюарт» Ф. Шиллера; Жанна д’Арк — «Орлеанская дева» этого же автора; Катерина в «Грозе», Негина в «Талантах и поклонниках», Кручинина в «Без вины виноватые» и многие другие. Это время выпало на расцвет демократических движений в России, к которым и Малый театр не оставался равнодушным. Не раз на спектаклях с участием М. Н. Ермоловой происходили политические манифестации студентов и демократической интеллигенции. В театре тогда работали ставшие ныне легендарными А. П. Ленский, А. И. Южин, О. А. Правдин, К. Н. Рыбаков, Е. К. Лешковская, А. А. Яблочкина, А. А. Остужев, О. О. и М. П. Садовские, Н. М. Медведева, М. Ф. Ленин.

### XX век
На рубеже XIX—XX веков театральная жизнь переживала кризис. Малый театр искал новые пути развития. Актёр и режиссёр А. П. Ленский создал в 1898 году Новый театр — филиал Малого театра, где он занимался педагогической деятельностью и экспериментаторскими постановками.
Новый театр открыт в 1898 году Дирекцией Императорских театров в помещении арендованного казной Шелапутинского театра. Там ставились не только драматические спектакли, но и музыкальные: оперы и балеты. Предназначался он для работы молодёжи казённых императорских театров Москвы, не находившей применения из-за разросшихся трупп в Большом и Малом театрах. А. П. Ленский перенёс в Новый театр для исполнения начинающими артистами со сцены Малого театра 14 своих постановок, в том числе 8 пьес А. Н. Островского, «Женитьбу» Н. В. Гоголя и других. Некоторые актёры участвовали одновременно и в спектаклях Нового театра, и выступали на основной сцене Малого театра. Среди актёров были Н. И. Васильев, А. А. Остужев, Е. Д. Турчанинова, В. Н. Рыжова, Пров Михайлович и Елизавета Михайловна Садовские, Н. К. Яковлев, В. О. Массалитинова и другие. Наряду со спектаклями Ленского в Новом театре шли спектакли других режиссёров. В 1905 году Новому театру формально было дано право на самоопределение, но из самостоятельной жизни театра ничего не получилось. В 1907 году Новый театр был упразднён. Остатки труппы в 1909 году возглавил А. И. Южин.
Страну буквально захватили новаторские веяния и течения. Наступило время поиска новых режиссёрских идей. Повсеместно вырастали новые театральные эстетики. Новые театральные реформы принесли Станиславский, Немирович-Данченко, Евреинов, Вахтангов, Фореггер, развивались жанры театральных пародий и капустников; поначалу становлению этих идей способствовала и революционная ситуация в стране, и сама Великая Октябрьская Социалистическая революция 1917 года.
Во время революции помещение Малого театра было разгромлено, а имущество расхищено, однако усилиями А. И. Южина деятельность театра достаточно скоро возобновилась. Осенью 1918 года труппа театра работала в помещениях театра-варьете «Альказар» и театра Рогожско-Симоновского совдепа. В том же году при театре открывается театральная школа (с 1938 года — Высшее театральное училище имени М. С. Щепкина, с 1943 года — ВУЗ), а в 1919 году Малому театру присвоено звание академического.
Новые художественные веяния напрочь отрицали академичность и старые традиции. В 1920-е годы вся страна была захвачена пролетарским театральным движением «Синяя блуза». Тем не менее Малый театр оставался верен своим традициям. И в это же самое время по стране звучат призывы отказаться от всего прежнего, старого, не пускать в обновленную революцией жизнь оплот буржуазно-дворянской культуры. Под воздействием этих призывов Малый театр мог быть закрыт, не встань на его защиту первый нарком Просвещения А. В. Луначарский.
В 1926 году Малый театр дал премьеру — спектакль «Любовь Яровая» по пьесе К. А. Тренёва (режиссёры И. С. Платон и Л. М. Прозоровский; художник Н. А. Меныпутин, его декорации Театральная энциклопедия называет выдающейся работой. Этой удачной постановкой театр показал незыблемость и фундаментальность своих основополагающих идей, значений традиционности — роли в тех же трактовках наследовали молодые актёры, перенимая от старшего поколения те же классические приемы и характеры. Роли Г. Н. Федотовой впоследствии перешли А. А. Яблочкиной, а репертуар О. О. Садовской был унаследован В. Н. Рыжовой и В. О. Массалитиновой. Театр хранил традиции не режиссёрских изысков, а классического исполнительского искусства. В 1930-е годы, когда один за другим исчезали новые реформаторские театры, а их основатели порой тоже исчезали, но уже в тюрьмах, Малый театр пополнялся приходившими из закрывавшихся студий актёрами.
В 1929 году у дверей Малого театра был установлен памятник Островскому (скульптор Н. Андреев, архитектор Ф. Шехтель).
Репертуар театра 1930—1940 годов в основном состоял из возвращения к классике, исполнявшейся когда-то прежде всего на подмостках самого же Малого театра в годы, когда и сам Малый театр, и авторы несли новые реформаторские идеи. Ставятся пьесы Грибоедова, Гоголя, Островского.
В октябре 1941 года театр был эвакуирован в Челябинск и размещён в здании Драматического театра. В годы Великой Отечественной войны при театре работал фронтовой филиал. В 1946 году архитектором А. П. Великановым была проведена реконструкция здания театра.
Из послевоенных постановок: «Васса Железнова» М. А. Горького с участием В. Н. Пашенной (1952); историческая драма А. Н. Степанова и И. Ф. Попова «Порт-Артур» в 1953 году;
«Власть тьмы» Л. Н. Толстого (1956); «Маскарад» М. Ю. Лермонтова (1962); «Макбет» Шекспира (1955); «Мамуре» Ж. Сармана (1978) с участием Е. Н. Гоголевой; «Федра» Ж. Расина (1985); инсценировки «Ярмарка тщеславия» У. Теккерея (1958); «Госпожа Бовари» Г. Флобера (1963); «Человек, который смеётся» В. Гюго (1986).
Славу театра составляли: Б. В. Клюев, И. В. Ильинский, Е. Д. Турчанинова, Б. А. Бабочкин, Н. И. Рыжов, В. И. Хохряков, М. И. Царев, М. И. Жаров, Н. А. Анненков, Э. А. Быстрицкая, В. В. Кенигсон, В. И. Коршунов, И. А. Любезнов, Р. Д. Нифонтова, Е. Н. Гоголева, Е. В. Самойлов, Е. Я. Весник, Ю. И. Каюров, Г. А. Кирюшина, Н. И. Корниенко, А. И. Кочетков, И. А. Ликсо, Т. П. Панкова, Ю. М. Соломин, В. М. Соломин, Л. В. Юдина, В. П. Павлов, Э. Е. Марцевич, К. Ф. Роек, А. С. Эйбоженко, И. В. Печерникова, А. И. Сашин-Никольский и многие другие.
В разные годы Малым театром руководили: А. И. Южин, И. Я. Судаков, П. М. Садовский, К. А. Зубов, М. И. Царёв, Е. Р. Симонов, Б. И. Равенских и другие. Художественным руководителем театра с 1988 по 11 января 2024 года (вплоть до самой смерти) был народный артист СССР, лауреат Государственных премий РФ Юрий Мефодьевич Соломин (1935—2024).

## Театр сегодня
Современное поколение артистов и режиссёров Малого театра отличается приверженностью его богатым традициям и опирается на опыт предшественников. Сегодня, как и всегда, основу репертуара театра составляют пьесы А. Н. Островского: «Волки и овцы», «Таланты и поклонники», «Лес», «Бешеные деньги», «Правда — хорошо, а счастье лучше», «Свои люди — сочтемся!» и др. В былые времена театр не мог найти общего языка с А. П. Чеховым — при жизни писателя на сцене Малого театра появлялись только его смешные водевили. Однако сегодня спектакли по великим пьесам Чехова занимают значительное место в жизни театра («Вишнёвый сад», «Три сестры»). Также в Малом театре идёт много пьес других русских классиков: Л. Толстого («Власть тьмы»), Д. Фонвизина («Недоросль»), Н. Гоголя («Ревизор», «Женитьба»), А. Грибоедова («Горе от ума») и др. Не обделяет своим вниманием театр и зарубежную классику — в его репертуаре пьесы Ф. Дюрренматта, У. Шекспира, Э. Скриба.
Творческая жизнь театра чрезвычайно активна и плодотворна. В каждом сезоне Малый выпускает 4-5 новых спектаклей и снимает что-либо из старых названий из своего репертуара. Обширна и гастрольная география театра — за последние годы он побывал в Германии, Франции, Японии, Израиле, Греции, Кипре, Польше, Чехии, Словакии, Венгрии, Болгарии, Монголии, Южной Корее и других странах. Малый театр является инициатором и регулярно проводит Всероссийской фестиваль «Островский в Доме Островского». Этот фестиваль осуществляет благородную миссию поддержки русской театральной провинции, всегда богатой талантами. Театры из разных городов и областей России представляют свои постановки по пьесам великого драматурга на сцене Малого театра. Недавно родился ещё один театральный форум — Международный фестиваль национальных театров. Идея его проведения вновь принадлежала Малому. В рамках этого фестиваля театры из разных стран мира привозят на старейшую московскую драматическую сцену свои традиционные постановки, созданные в русле национального искусства.
Указом Президента России Малому театру присвоен статус национального достояния. Малый был включен в список особо ценных культурных объектов страны, наряду с Большим театром, Третьяковской галереей, Эрмитажем.

### Реконструкция
В 2014 году здание театра реконструируется «с сохранением облика памятника XIX века» (генеральный подрядчик — ЗАО «БалтСтрой»).
23 июня 2017 года глава департамента градостроительной политики Москвы Сергей Лёвкин объявил об окончании реконструкции здания Малого театра. Общая стоимость проведённых работ была оценена в 7,1 миллиарда рублей.
К октябрю 2022 года в процессе работ по восстановлению исторического вида постройки приведены в порядок поверхности стен, кровля, окна, двери, цоколь и декоративные элементы фасада здания.

### Приложение
В декабре 2021 года Малый театр представил свое мобильное приложение дополненной реальности «Малый театр. Новое измерение», разработанное в рамках сотрудничества с Газпромбанком. С помощью приложения можно посетить интерактивную выставку и узнать историю театра. Для этого необходимо с помощью камеры смартфона сканировать специальные маркеры у различных объектов, связанных с Малым театром. Среди них — памятник А. Н. Островскому у здания театра, скульптуры А. С. Пушкина, М. Ю. Лермонтова, Н. В. Гоголя и А. С. Грибоедова в зрительском фойе, портрет М. С. Щепкина.

## Галерея артистов
- М. Ленин в роли Чацкого
- А. Остужев в роли Лжедмитрия I
- А. Южин и В. Пашенная в спектакле «Горе от ума»
- Е. Гоголева в роли Марины Мнишек
- А. Яблочкина в роли Натальи Дмитриевны
- А. Ленский в роли Петруччо
- С. Головин в спектакле «Горе от ума»
- Е. Садовская в спектакле «Зимняя сказка»
- М. Н. Ермолова в роли Янетты в спектакле «Красная мантия» Брие, 1904 г.

## Малый театр в филателии
- Почтовая марка СССР, 1949 год. 125-летие Государственного Ордена Ленина академического Малого театра. Драматург А. Н. Островский (1823-1886), актеры М. Н. Ермолова (1853-1928), П. С. Мочалов (1800-1848), М. С. Щепкин (1788-1863) и П. М. Садовский (1818-1872).
- Почтовая марка СССР, 1949 год. 125-летие Государственного Ордена Ленина академического Малого театра. Здание театра
- Почтовая марка СССР, 1949 год. 125-летие Государственного Ордена Ленина академического Малого театра. Здание театра
- Почтовая марка СССР, 1974 год: 150 лет Государственному академическому Малому театру

## Филиалы
- Сцена на Ордынке — ул. Большая Ордынка, д. 69 —  Добрынинская,  Серпуховская
- Когалым (открытие 22 марта 2019)[20]

## Награды
- Орден Ленина (23 сентября 1937 года) — за выдающиеся успехи в области развития русского театрального искусства.
- Орден Октябрьской Революции (4 ноября 1974 года) — за заслуги в области советского театрального искусства[21].
- Благодарность Президента Российской Федерации (3 сентября 2006 года) — за большой вклад в развитие мирового и отечественного театрального искусства[22].
- Почётная грамота Московской городской Думы (20 декабря 2006 года) — за заслуги перед городским сообществом[23].